# Teodesinda
Teodesinda era uma filha de Redebaldo I, rei dos frísios, e a esposa do pepínida Grimoaldo II.
No final do século VII, os Frísios são uma ameaça permanente para os reinos francos e o prefeito do palácio Pepino de Herstal deve organizar várias campanhas para evitar esta ameaça e sujeitar o povo. Redebaldo é batido repetidamente, no Dorestad em 689, em seguida, 692 e, finalmente, de novo em Dorestad em 697. Enquanto isso Pepino ocupa Utreque, na verdade, o assento de um bispo que ele confia a Villibrordo e a carga de evangelizar os frísios ainda pagãos.[carece de fontes?]
Por volta de 710, foi concluída a paz entre Pepino e Redebaldo, juntamente com um casamento entre Grimoaldo, filho de Pepino, e Teodesinda, a filha de Redebaldo. Redebaldo recusou converter-se, mas autoriza o batismo de sua filha. O casamento foi celebrado em 711, assim o nota as Chronicon Moissaciense.
Grimoaldo foi assassinado por um Frísio em abril de 714, Pepino de Herstal morreu a 16 de dezembro de 714 e Tedebaldo tornou-se prefeito do palácio. Os nêustrios aproveitam para se rebelar contra os Austrasianos e unem forças aos frísios contra Teodebaldo e sua avó Plectruda. Ignora-se o destino de Teodesinda.